# Ruba cincta
Ruba cincta är en tvåvingeart som beskrevs av Enrico Adelelmo Brunetti 1923. Ruba cincta ingår i släktet Ruba och familjen vapenflugor. Inga underarter finns listade i Catalogue of Life.